# Hubert Van Wambeke
Hubert Van Wambeke (Grotenberge, 11 oktober 1929 - 1 oktober 2015) was een Belgisch politicus van de CVP en het latere CD&V.

## Politieke loopbaan
In 1949 ging hij als ambtenaar werken bij de Regie van Telegrafie en Telefonie, waarna hij van 1966 tot 1980 ambtenaar op de persdienst van het ministerie van Binnenlandse Zaken was.
Van Wambeke begon zijn politieke activiteiten bij de CVP-jongeren en was een actieve medewerker aan het Tijdschrift der Jongeren. Hij interesseerde zich vooral voor thema's uit de internationale politiek.
Van 1980 tot 1995 werd hij nationaal mandataris: van 1980 tot 1981 zetelde hij in de Senaat als provinciaal senator voor Oost-Vlaanderen, van 1981 tot 1991 was hij lid van de Kamer van volksvertegenwoordigers arrondissement Aalst en van 1991 tot 1995 was hij rechtstreeks verkozen senator voor het arrondissement Oudenaarde-Aalst.
Hij trad vaak op als woordvoerder van de partij over buitenlandse aangelegenheden. Hij verliet het parlement met de titel van eresenator.
In de periode februari 1981-mei 1995 had hij als gevolg van het toen bestaande dubbelmandaat ook zitting in de Vlaamse Raad. De Vlaamse Raad was vanaf 21 oktober 1980 de opvolger van de Cultuurraad voor de Nederlandse Cultuurgemeenschap, die op 7 december 1971 werd geïnstalleerd, en was de voorloper van het huidige Vlaams Parlement.  
Hij bleef actief in verenigingen zoals Christenen voor Europa en werd voorzitter van de CD&V-senioren voor de provincie Oost-Vlaanderen.
Daarnaast was hij van 1986 tot 1989 gemeenteraadslid en van 1989 tot 1995 OCMW-voorzitter van Zottegem.